# MAO (タレント)
宮下 マオ（みやした まお、1988年5月9日 - ）は、日本のタレント。本名は非公表。愛称は、MAO。

## 来歴
東京都出身プラチナムプロダクションに所属。

芸名がMAOから宮下マオになる。

キャッチコピーは「Gーーっと見つめてGカップMAOです！」
趣味は映画観賞。

## 人物
モデル仲間の桜井裕美、AKEMI、オスカープロモーション所属のタレント・AKEMIとは、プライベートでも親交が深い。

## 出演

### テレビ番組
- エンタの天使（NTV）
- ワッチミー！TV×TV（BSフジ）
- ゴッドタン（TX）
- 有田のヤラシイハナシ（TBS）
- アリなし〜アリケン★ゴールデンスタジアム〜（TX）

### 映画
- 喧嘩番長 劇場版〜全国制覇

### MV
- 黒夢 Love Me Do

### ネット配信
- 手島優のニコラジ（ニコニコ動画）